# Lagorina sericea
Lagorina sericea is een keversoort uit de familie van oliekevers (Meloidae). De wetenschappelijke naam van de soort is voor het eerst geldig gepubliceerd in 1835 door Waltl.